# Kolping mozgalom
A Kolping mozgalom vagy Kolping Művek (németül Das Kolpingwerk, angolul Kolping Society) olyan katolikus lelkiségi mozgalom, melynek tagjai a római katolikus egyház tanítását vallva fő feladatuknak tekintik a szociális problémák megoldását a keresztény szellemiségű nevelés által.

## Története
Adolph Kolping (magyarosan Kolping Adolf) még fiatal káplánként személyes küldetését abban ismerte fel, hogy a nyomasztó szociális problémák enyhítésére szentelje életét. Meg volt győződve arról, hogy a társadalmi bajokat csak a keresztény elvekhez való visszatérés által lehet enyhíteni és megoldani. Ezért 1849-ben mint kölni egyházmegyés katolikus pap, elkezdte szervezni a Katolikus Legényegyletet, melyből a Kolping Művek világszervezet bontakozott ki. Célja a munkásifjúság érdekvédelme, valamint keresztény szellemben vallási, szakmai, családi és társadalmi életre felkészítése. Kolping a közösség mintaképének a természetes családot tekintette. Legkisebb egysége a Gesellenhaus, a 'Legényház', ahol munkaidő után a szakmai felkészülésben, általános műveltségben és mestervizsgára való felkészülésben segítették a legényeket, és kulturált szórakozási lehetőségeket is nyújtottak. Az átutazók e házban szállást is találtak. A Katolikus Legényegylet foglalkozott tagjai betegbiztosítási és érdekvédelmi ügyeivel is. 1856-tól Európában, 1863-tól a tengeren túl is elterjedt. Az alapító halálakor, 1865-ben 418 egyesületben 24.600 tagja volt. A „legények atyjá”-nak hívták. II. János Pál pápa 1991. október 27-én boldoggá avatta. 1960-ban kb. 2800 Kolping Családban 250 ezer, 1991-ben 39 országban 3700 Kolping Családban 370 ezer tag élt; 2012-ben pedig a tagok száma meghaladta négyszáz ezret, és több mint 60 országban működött a mozgalom.

### Magyarországon
Kolping Adolf 1856 májusában látogatott Magyarországra, még abban az évben megalakult a fővárosi egyesület. Az első világháborúig Kolping mozgalma folyamatosan terjedt. Foglalkoztak szakmai továbbképzéssel, betegsegélyező szervezetet hoztak létre, tartalmas szabadidő programokat szerveztek. Magyarországon az első világháború és a monarchia felbomlása után 1922-ben alapították meg 58 egyesülettel a katolikus legényegyletek önálló nemzeti szövetségét Legényegyletek Nemzeti Szövetsége néven. A Kolping mozgalom ez után élte virágkorát egészen a második világháború végéig. 1933-ban már 162 egyesület létezett, 1946-ban pedig több mint 200 helyi egyesületről számoltak be. Tevékenységük fontos szociális és pedagógiai feladatokra irányult: szakmai tanfolyamok, iparos versenyek és kiállítások, házasságra felkészítő előadások, kulturális rendezvények, vallásos nevelés és világnézeti oktatás. 1926 óta leányok részére működött a „napsugár-lányok” elnevezésű testvérszervezet is. 1946-ban Rajk László belügyminiszter betiltotta a Szövetséget, amely ekkor több mint 200 helyi szervezettel rendelkezett.
Az első újjáalakult szervezeti egység, a Pécsi Kolping Család 1989 februárjában kezdte működését. 1990 novemberében a Magyar Kolping Szövetség is megalakult 7 helyi szervezetből. 1992-ben 50, 1996-ban 80 (4000 taggal), 2000-ben 95 helyi szervezet működött. A Magyar Kolping Szövetség fővédnöke Seregély István, aki 2005-ig volt a Magyar Katolikus Püspöki Konferencia elnöke. Országos központja Budapesten van. Kánonjogilag a Magyar Katolikus Püspöki Konferencia felügyelete alá tartozó egyházi magántársulás (consociatio privata), melynek iskolafenntartó joga is van, polgárjogilag társadalmi egyesület, közhasznú társaság.

## Tevékenysége
A mozgalom helyi szervezeti egységei a plébániákon szerveződő és ahhoz kapcsolódó, önálló jogi személyiségű Kolping Családok. Súlyponti feladatuk ma is elkötelezett keresztények nevelése, akik segítenek a szociális problémák megoldásában. A Kolping Családok önképző közösségnek tekintik magukat. Előadásokat, megbeszéléseket, tanfolyamokat tartanak, tagjaikat irodalommal is ellátják. Igyekeznek olyan továbbképzési lehetőséget biztosítani, mely a tagok személyes boldogulása szempontjából hasznos, különösen a vallás és világnézet, a házasság és család, a munka és hivatás, és nem utolsósorban a társadalom, művelődés és politika tárgykörében. Jelvényük: narancssárga alapon fekete kereszt. A Magyar Kolping Szövetség 2002-től főként hátrányos helyzetű fiatalok számára egyházi szakiskolákat működtet Budapesten, Esztergomban, Szekszárdon, Várpalotán és Gyöngyösön. A Kolping Katolikus Akadémia és a Kolping Mozgalomért Alapítvány a katolikus egyház szociális tanítását a felnőttképzés keretében terjeszti, kiadványokkal (Kolping újság, könyvek) népszerűsíti.

## Szervezete
Minden Kolping Család különböző Kolping Csoportok helyi egyesülete: a Kolping Csoport 17-35 éves, nőtlen férfiakból, az öreg Kolping Csoport önálló mesterekből, illetve 35 évnél idősebb férfiakból és házas emberekből áll. A tagok maguk választják meg vezetőségüket. 10 Kolping Család kerületet, azok egyházmegyei egyesületet alkotnak. Minden egység élén egy pap, és mellette a szenior áll. Az egyházmegyei elnököt a püspök nevezi ki. Egy ország összes egyesületét az országos központ fogja össze. Az Európai Kolping Szövetség 18 ország (köztük Magyarország) nemzeti Kolping szövetségét fogja össze, a mozgalom csúcsszerve pedig a Nemzetközi Kolping Szövetség, amely valamennyi kontinens országos szövetségeit fogja össze szervezetileg. Székhelye Kölnben van, élén a főprézes áll.
Magyarországon három egyházmegye Kolping Családjai alkotnak egy-egy körzeti szövetséget. Az ország 12 egyházmegyéjéből így 4 körzeti szövetség jött létre. Mindegyik saját körzeti vezetőséggel, és egy főállású titkárral rendelkezik. A körzetek képviselőivel kiegészített országos elnökség képezi a Magyar Kolping Szövetség országos vezetőségét.